# Muharem Bajrami
Muharem Bajrami (in macedone Мухарем Бајрами?; Skopje, 29 novembre 1985) è un allenatore di calcio ed ex calciatore macedone, di ruolo centrocampista o attaccante.

## Caratteristiche tecniche
Interno di centrocampo, può giocare sia come mediano sia come trequartista.

## Palmarès

### Club

#### Competizioni nazionali
- Campionato macedone: 1

Renova: 2009-2010
- Coppa di Macedonia: 1

Renova: 2011-2012